# Liste der Premierminister Sambias
| Amtsinhaber                                                                                           | Amtsdauer        | Amtsdauer        | Parteizugehörigkeit                | Parteizugehörigkeit |
| Amtsinhaber                                                                                           | Amtsantritt      | Amtsende         | Parteizugehörigkeit                | Parteizugehörigkeit |
| --- | ---------------- | ---------------- | ---------------------------------- | ------------------- |
| Kenneth Kaunda                                                                                        | 22. Januar 1964  | 24. Oktober 1964 | United National Independence Party |                     |
| Mainza Chona                                                                                          | 25. August 1973  | 27. Mai 1975     | United National Independence Party |                     |
| Elijah Mudenda                                                                                        | 27. Mai 1975     | 20. Juli 1977    | United National Independence Party |                     |
| Mainza Chona                                                                                          | 20. Juli 1977    | 15. Juni 1978    | United National Independence Party |                     |
| Daniel Lisulo                                                                                         | 15. Juni 1978    | 18. Februar 1981 | United National Independence Party |                     |
| Nalumino Mundia                                                                                       | 18. Februar 1981 | 24. April 1985   | United National Independence Party |                     |
| Kebby Musokotwane                                                                                     | 24. April 1985   | 15. März 1989    | United National Independence Party |                     |
| Malimba Masheke                                                                                       | 15. März 1989    | 31. August 1991  | United National Independence Party |                     |
| Das Amt wurde am 31. August 1991 abgeschafft, seither ist der Präsident Sambias auch Premierminister. |                  |                  |                                    |                     |